# Grantshouse
Grantshouse, schottisch-gälisch: Taigh a’ Ghranndaich, ist eine Ortschaft im Nordosten der schottischen Council Area Scottish Borders beziehungsweise in der traditionellen Grafschaft Berwickshire. Sie liegt rund zehn Kilometer nördlich von Duns und zwölf Kilometer westlich von Eyemouth am linken Ufer des Eye Water.

## Geschichte
Es waren die Homes of Renton, die im frühen 18. Jahrhundert am Westrand von Grantshouse das Herrenhaus Renton House erbauen ließen. Eine Sonnenuhr weist das Baujahr 1715 aus, welches in etwa dem Baujahr von Renton House entsprechen könnte.
In Granthouse befindet sich eine Kirche der presbyterianischen Church of Scotland.
Im Rahmen der Zensuserhebung 1961 wurden in Grantshouse 135 Einwohner gezählt.

## Verkehr
Grantshouse liegt direkt an der von London nach Edinburgh führende A1. Des Weiteren mündet die aus Earlston kommende A6112 in Grantshouse in die A1 ein.
Die Ortschaft liegt an der heutigen East Coast Main Line. Die Strecke wurde im 19. Jahrhundert als Teilstück der North British Railway erbaut. Obschon die Strecke noch betrieben wird, wurde der in der Mitte des 19. Jahrhunderts eingerichtete Bahnhof von Grantshouse zwischenzeitlich aufgelassen. Das Bahnhofsgebäude wurde abgebrochen.